# Uma Berloic
Uma Berloic (Umaberloic, Uma Berloik) ist ein osttimoresischer Ort und Suco im Verwaltungsamt Alas (Gemeinde Manufahi).

## Der Ort
Der Ort Uma Berloic liegt im Norden des Sucos, auf einer Meereshöhe von 51 m. Hier befindet sich die Grundschule Escola primaria Besusu/Uma Berloic.

## Der Suco

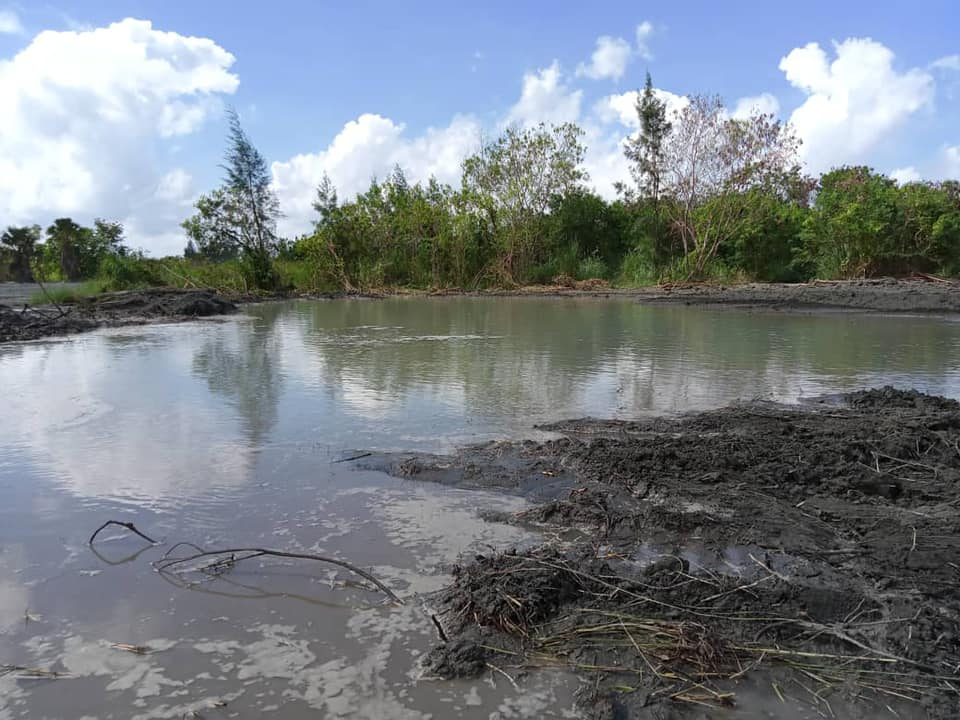
Der Südlicher Lacló in Colocau

In Uma Berloic leben 1.889 Einwohner (2022), davon sind 995 Männer und 894 Frauen. Im Suco gibt es 305 Haushalte. Über 90 % der Einwohner geben Tetum Terik als ihre Muttersprache an. Über 8 % sprechen Tetum Prasa und eine kleine Minderheit Mambai.
Vor der Gebietsreform 2015 hatte Uma Berloic eine Fläche von 39,57 km². Nun sind es 27,09 km². Der Suco liegt im Süden des Verwaltungsamts Alas. Östlich des Südlichen Laclós befindet sich der Suco Dotik, nördlich und westlich der Suco Maha-Quidan und im Süden die Timorsee. Der Großteil des Sucos besteht aus sumpfigen Marschland mit zahlreichen Seen und Lagunen.
Durch den Suco führt die südliche Küstenstraße, eine der wichtigsten Überlandstraßen des Landes. An ihr liegen die Orte Besusu, Uma Feric, Uma Berloic und Boctaran (Boclaran). Im Osten befindet sich das Dorf Colocau (Kolakau) mit einer zweiten Grundschule.
Im Suco befinden sich die vier Aldeias Baria Laran, Colocau, Culuhun und Uma Feric.

## Geschichte
1978 hatte sich die Bevölkerung in Colocau und Besusu versammelt, als die indonesischen Invasoren angriffen. Hunderte Zivilisten starben an Hunger und Krankheiten, weil sie die Orte nicht verlassen konnten. Darunter alleine 50 Flüchtlinge aus Turiscai.
Ende 1979 gab es in Besusu ein indonesisches Internierungslager für Osttimoresen, die zur besseren Kontrolle von den Besatzern umgesiedelt werden sollten.

## Politik
Bei den Wahlen von 2004/2005 wurde António da Costa Magalhães zum Chefe de Suco gewählt und 2009 in seinem Amt bestätigt. Bei den Wahlen 2016 gewann Bernardo F. Flores.